# Stay (Elisa)
Stay è un singolo della cantante italiana Elisa, pubblicato il 6 aprile 2007, estratto come terzo singolo dalla prima raccolta della cantante Soundtrack '96-'06 in Italia e della raccolta Caterpillar in Europa.

## Descrizione
Il brano, scritto e composto da Elisa con la produzione di Corrado Rustici, è incentrato sul tema dell’amore paterno e del rapporto con il proprio padre.

A seguito della morte del padre nel 2015, in un'intervista rilasciata a Grazia, Elisa ha raccontato del divorzio dei suoi genitori e del rapporto col padre, confluita spesso nei brani della sua discografia:
(Elisa Toffoli)

## Promozione
In Italia il singolo è stato pubblicato solo in digitale ed è entrato nella programmazione radiofonica il 6 aprile 2007.
La canzone è stata scelta come singolo di lancio per la  raccolta Caterpillar in Europa. Questo singolo esiste in due versioni ed è stato pubblicato nell'estate del 2007. In Lussemburgo è stato pubblicato anche un EP di Stay, in versione digitale solo per l'iTunes Store.
Il brano : parla del loro rapporto conflittuale, del bisogno dell'amore paterno e della vicinanza fisica.

## Video musicali
Il video musicale originale della canzone, girato da Marco Salom ed Elisa a Los Angeles nel
marzo del 2007, vede la cantante che vaga per le strade della città munita di una bandiera bianca che rappresenta la pace e la resa. Alla fine del video, al tramonto, la cantautrice incontra una bambina che rappresenta il suo passato e la sua infanzia.
Nel giugno del 2007 è stato girato un nuovo video a Londra da Joe Tunmer per il lancio di Caterpillar in Europa, che vede Elisa vestita di rosso accingersi a traslocare da un appartamento mentre pensa ad una figura maschile più grande di lei.

## Tracce
CD promo INS 129 (Italia)
1. Stay - 4:11

CDS LC01846 (Europa)
1. Stay - 4:11
2. Life Goes on - 5:14

CDS LC01846 (Europa)
EP digitale
1. Stay - 4:11
2. Life Goes on - 5:14
3. Dancing - 5:36

## Successo commerciale
Al di fuori dell'Italia il brano esordì nella Eurochart Hot 100 Singles alla posizione 40 e nella classifica turca alla posizione numero 5.

## Classifiche
| Classifica (2007) | Posizione massima |
| ----------------- | ----------------- |
| Italia            | 11                |